# Henry Brandon, 2:e hertig av Suffolk

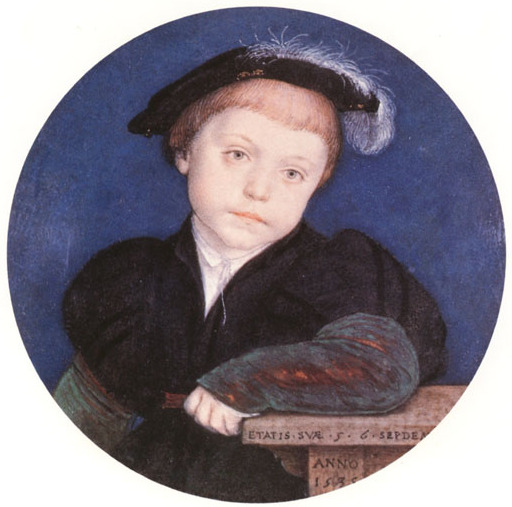
Henry Brandon, porträtt av Hans Holbein d.y.. 1541

Henry Brandon, 2:e hertig av Suffolk, född den 18 september 1535, död den 14 juli 1551, fram till 1545 med titel, Lord Brandon, var en engelsk adelsman son till Charles Brandon, 1:e hertig av Suffolk och dennes fjärde hustru Katherine Willoughby, hertiginna av Suffolk..
Charles Brandon hade tidigare varit gift med Henrik VIII:s syster Maria Tudor, änkedrottning av Frankrike. Efter Marias död, och efter att även deras arvinge  Henry Brandon, 1:e earl av Lincoln avlidit, gifte han om sig med Katherine, som egentligen varit ämnad att gifta sig med den avlidne earlen av Lincoln. 
År 1541 avporträtterades Henry Brandon, och hans yngre bror Charles, av Hans Holbein d.y..
Lord Brandon efterträdde sin far som 2:e hertig av Suffolk år 1545. Han och hans yngre bror var då båda minderåriga och skickades till St John's College, Cambridge för att få en utbildning. Där bröt svettsjukan ut, och både Henry Brandon och hans yngre bror avled. Brodern hann efterträda Henry som 3:e hertig av Suffolk, då han avled ungefär en timme efter Henry. . De avled i byn   Buckden, nära Huntingdon då de hade lämnat Cambridge för att undkomma svettsjukan. Renässanshumanisten Thomas Wilson skrev en biografi över Henry Brandon och brodern Charles strax efter deras död.